# 세계 고양이 연맹
세계 고양이 연맹(World Cat Federation, WCF)은 고양이 모임들의 국제 연합이다. 1988년 리우데자네이루에서 설립되었으며, 라틴 아메리카, 서유럽, 옛 소련 국가들에서 여전히 강력한 영향력을 행사하고 있다. 현재 독일에 본부를 두고 있다. WCF에는 전 세계에 370개의 조직이 있다. 현재는 에센 출신의 아넬리에스 해크만이 협회를 이끌고 있다.

## 목적
WCF는 소속 단체의 사육자들이 키운 품종의 이름을 국제적으로 등록할 수 있도록 허용한다. 그들은 단체들이 인정한 68종의 혈통 고양이에 대한 기준을 만든다. WCF는 전시회를 위한 심사위원들을 훈련시키고 평가를 시행한다. 일반적으로 WCF는 소속된 고양이 단체들의 국제적인 접촉을 촉진하기 위해 고안되었다.

## 같이 보기
- 고양이의 품종 목록